# 藤田英俊 (生命科学者)
藤田 英俊（ふじた ひでとし）は、日本の生命科学者・生物学者。大阪工業大学工学部生命工学科准教授・ライフサイエンス実験倫理委員会委員。博士（学術）（筑波大学）。日本生化学会近畿支部2024会計幹事。シノビオリンを考える会メンバー。
専門は、分子生物学（バイオサイエンス）・生化学・病態医化学、遺伝子工学（ゲノム編集含む）・タンパク質工学、放射線科学。

## 略歴
筑波大学第二学群生物資源学類卒業。同大学大学院バイオシステム研究科バイオシステム専攻修士課程修了。2005年同大学大学院生命環境科学生物機能科学博士課程修了、博士（学術）（筑波大学）。2010年放射線医学総合研究所重粒子医科学センター研究員を経て、2012年東京医科大学医学部助教。2013年同大学医学総合研究所講師。2021年大阪工業大学工学部生命工学科准教授。
主な所属学会は、日本分子生物学会、日本生化学会、日本リウマチ学会、日本癌学会、日本線維筋痛症学会。主な受賞は、井上研究奨励賞受賞(2007)。

## 主な研究
- シノビオリンノックアウトマウスにおけるメタボローム解析 - 中島利博博士（東京医科大学）との共同研究[6]
- 滑膜細胞調節因子シノビオリンによる関節リウマチ骨軟骨破壊機構の解明：聖マリアンナ医科大学との共同研究
- 小胞体ストレス応答の側面からの筋萎縮の解明
- ウォルフラム症候群の糖尿病発症の分子機序の解明
- 放射線による転移抑制機構の分子基盤の確立
- 新規二元的ミトコンドリア制御系によるサルコペニアの病態研究